# Markarfljót
Il fiume Markarfljót nasce nelle regioni centrali dell'Islanda nel massiccio di Rauðafossafjöll, precisamente dalle pendici del vulcano Hekla. Scorre nelle valli montane formate tra i ghiacciai Tindfjallajökull e Torfajökull, per arrivare nelle pianure sabbiose della costa meridionale, adiacente alla catena montuosa di Þórsmörk, e quindi sfociare nell'Oceano Atlantico.
Lungo il suo percorso riceve l'acqua di innumerevoli fiumi e piccoli affluenti, il maggiore dei quali è il Krossá, ed è reso particolarmente pericoloso, soprattutto nel suo tratto montano, per le repentine piene provocate dai Jökulhlaup, improvvise rotture dei ghiacciai causate da scoppi o eruzioni vulcaniche.

## Storia
Il primo ponte su questo fiume fu edificato nel 1934 vicino alla città di Litli Dìmon e per lungo tempo fu il ponte islandese più lungo con i suoi 242 metri di lunghezza.
Nel 1978 fu edificato un secondo ponte nella città di Emstrur, seguito nel 1992 da un terzo, realizzato pochi chilometri a sud del primo ponte.

## Galleria d'immagini

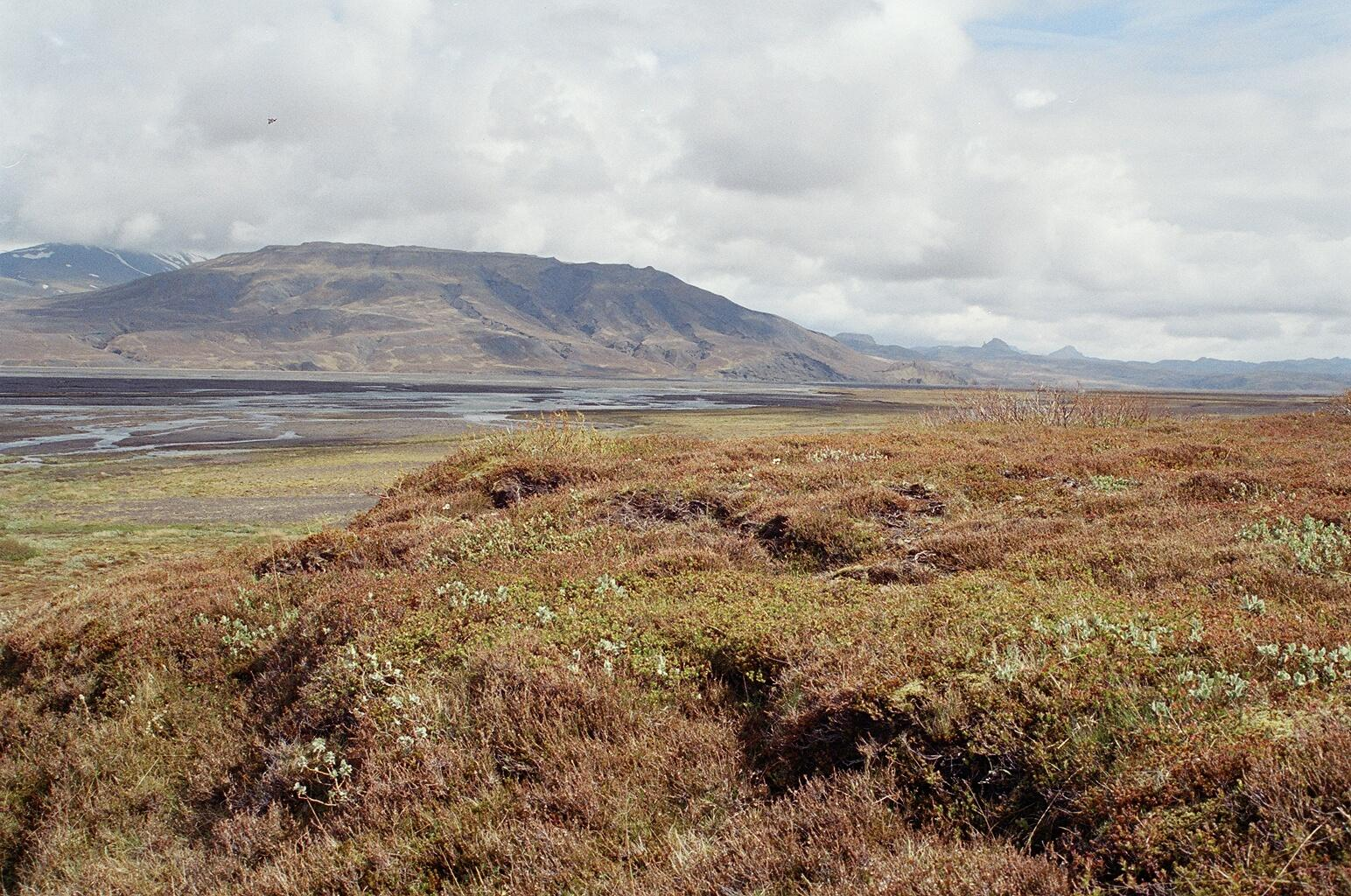
Tratto nella zona di pianura con il vulcano Þórólfsfell sullo sfondo.

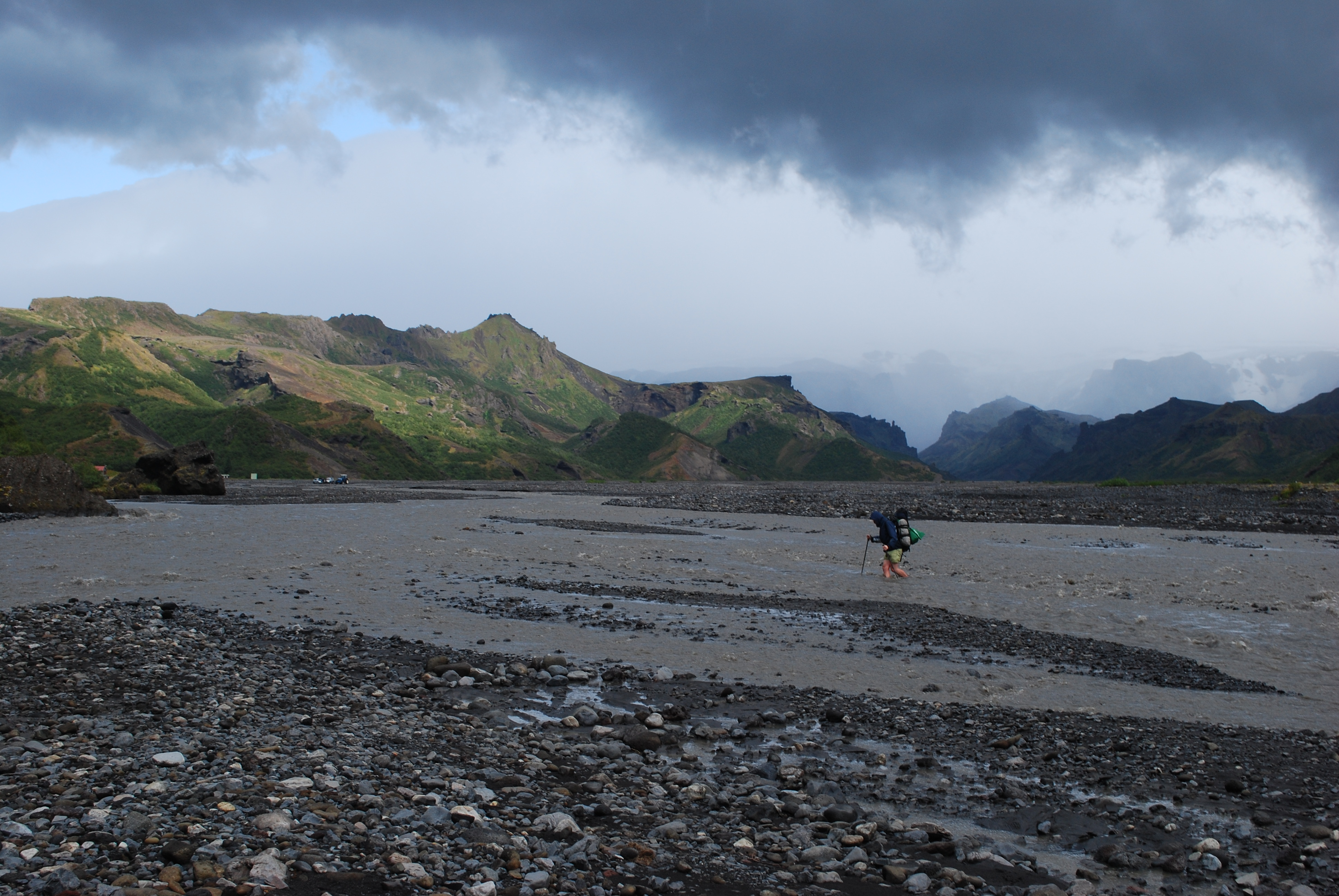
Guado nel tratto finale del fiume